# Puchar Świata w Zapasach 2017 – styl wolny kobiet
Zawody Pucharu Świata w 2017 roku w stylu wolnym kobiet odbyły się w dniach 1–2 grudnia w Czeboksarach (Rosja) na terenie Ice Palace „Cheboksary Arena”.

## Ostateczna kolejność drużynowa
| Poz. | Państwo           |
| ---- | ----------------- |
|      | Japonia           |
|      | Chiny             |
|      | Mongolia          |
| 4.   | Stany Zjednoczone |
| 5.   | Rosja             |
| 6.   | Ukraina           |
| 7.   | Azerbejdżan       |
| 8.   | Szwecja           |

## Wyniki

### Grupa A
| Grupa A              |
| -------------------- |
| 1. Japonia           |
| 2. Stany Zjednoczone |
| 3. Rosja             |
| 4. Szwecja           |

### Mecze
Wyniki:
- Japonia -  Stany Zjednoczone 4-4
- Japonia -  Rosja 5-3
- Japonia -  Szwecja 8-0
- Stany Zjednoczone -  Rosja 4-4
- Stany Zjednoczone -  Szwecja 7-1
- Rosja -  Szwecja 5-3

### Grupa B
| Grupa B        |
| -------------- |
| 1. Chiny       |
| 2. Mongolia    |
| 3. Ukraina     |
| 4. Azerbejdżan |

### Mecze
Wyniki:
- Chiny -  Mongolia 5-3
- Chiny -  Ukraina 8-0
- Chiny -  Azerbejdżan 8-0
- Mongolia -  Ukraina 6-2
- Mongolia -  Azerbejdżan 6-2
- Ukraina -  Azerbejdżan 4-4

### Finały
- 7-8  Azerbejdżan -  Szwecja 6-2
- 5-6  Rosja -  Ukraina 5-3
- 3-4  Mongolia -  Stany Zjednoczone 5-3
- 1-2  Japonia -  Chiny 4-4 (tech. 17-16)

## Zawodnicy w poszczególnych kategoriach
| Waga  |                 |                            |                                             | 4                              | 5                                                         | 6                   | 7                                 | 8                   |
| ----- | --------------- | -------------------------- | ------------------------------------------- | ------------------------------ | --------------------------------------------------------- | ------------------- | --------------------------------- | ------------------- |
| 48 kg | Yui Susaki      | Sun Yanan Ni Jie           | Bujandalajn Czimgee                         | Victoria Anthony               | Walerija Czepsarakowa Anżelika Wietoszkina                | Iłona Semkiw        | Türkan Nəsirova                   | Lovisa Ljungström   |
| 53 kg | Mayu Mukaida    | Ouyang Junling Pang Qianyu | Ganbaataryn Otgondżargal                    | Haley Augello                  | Stalwira Orszusz Natalja Małyszewa                        | Olha Sznajder       | Leyla Qurbanova Səbinə Həmzəlzadə | Emma Brobeck        |
| 55 kg | Momoka Kadoya   | Rong Ningning              | Erdenczimegijn Sum’jaa                      | Sarah Hildebrandt              | Marija Gurowa                                             | Ołena Kremzer       | Solmaz Həşimzadə                  | Szilvia Peter       |
| 58 kg | Akie Hanai      | Sun Yazhen Chen Xiaofang   | Altancecegijn Batceceg                      | Kayla Miracle                  | Wieronika Czumikowa Chadiżat Murtuzalijewa                | Iryna Chariw        | Alyona Kolesnik                   | Elin Nilsson        |
| 60 kg | Yukako Kawai    | Li Qian Chen Xiuyun        | Enchbatyn Gantujaa                          | Allison Ragan                  | Julija Proncewicz                                         | Sofija Bodnar       | Tetiana Omelczenko                | ----                |
| 63 kg | Yurika Itō      | Luo Xiaojuan Xu Rui        | Pürewdordżijn Orchon                        | Mallory Velte Forrest Molinari | Anżeła Fomienko Tatyana Smolyak                           | Iryna Koladenko     | Elmira Gambarova                  | Moa Nygren          |
| 69 kg | Miwa Morikawa   | Zhou Feng Wang Jiao        | Sorondzonboldyn Batceceg                    | Tamyra Mensah                  | Anastasija Bratczikowa                                    | Ałła Belinśka       | Alexandra Sandahl                 | Alexandra Sandahl   |
| 75 kg | Masako Furuichi | Pa Liha Zhou Qian          | Oczirbatyn Nasanburmaa Gan-Ocziryn Urtnasan | Adeline Gray Victoria Francis  | Jelena Pieriepielkina Kristina Szumowa Julia Bartnowskaja | Anastasija Szustowa | Gözəl Zutova                      | Denise Makota-Ström |